# 陸前丘陵
陸前丘陵（りくぜんきゅうりょう）とは、宮城県部分の奥羽山脈の東部に、奥羽山脈と並走して幅10-30kmで続くなだらかな丘陵地の総称。
陸前丘陵は南北に細長く横たわっているが、標高100m以下の部分が多く、また、河川の侵食等によってつくられた平野部が断続的にあるため、縮尺が小さい地図では仙台湾から奥羽山脈に至るまで、宮城県内陸部は全て「仙台平野」と記載される例が多い。そのため、一般の宮城県民は、定義以前に「陸前丘陵」という名称を聞いたことさえない者が多く、「陸前丘陵」は学術用語として使用される例が多い。

## 構成する主な丘陵
仙北平野にある丘陵
- 築館丘陵
- 篦岳丘陵
- 旭山丘陵

仙北平野と仙南平野を分ける丘陵
- 松島丘陵（広義）
  - 大松沢丘陵

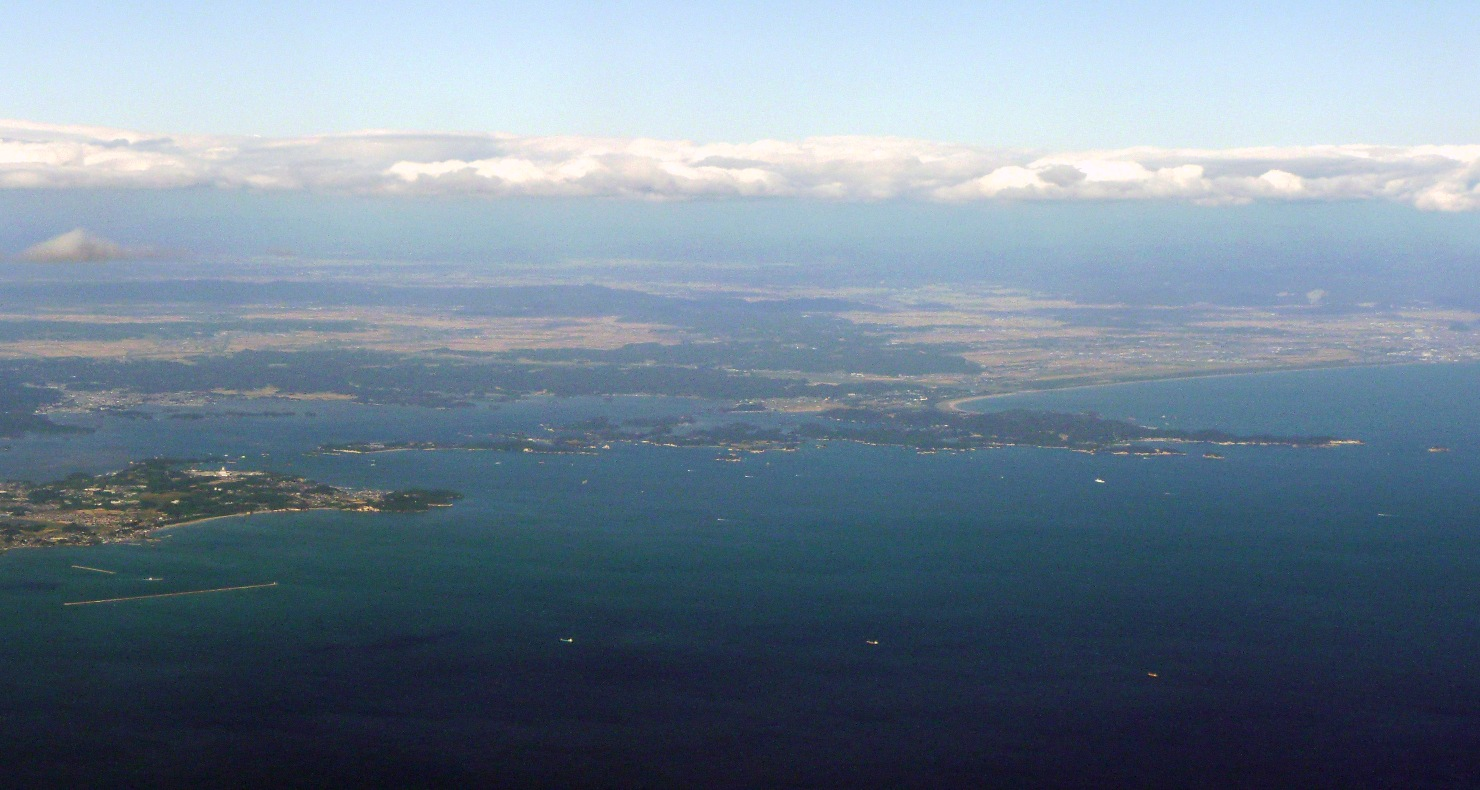
松島周辺の空撮（写真上が北北東。2009年10月）。松島丘陵東端が沈んで出来た松島から北北東に旭山丘陵が延び（写真中央）、江合川を挟んで北西方向に篦岳丘陵が延びる（写真中央から右側）。上記3丘陵にコの字状に囲まれて大松沢丘陵の東端が見える（写真左側）

  - 松島丘陵（狭義）… 西側の黒川郡域を黒川丘陵、東の宮城郡域を松島丘陵と細分する場合もある。
  - 七北田丘陵
    - 台原段丘

仙台市都心部の西にある丘陵
- 青葉山丘陵－蕃山丘陵

仙台より南にある丘陵
- 高館丘陵－愛島丘陵

「仙北丘陵」という言葉もあるが、仙北平野にある丘陵を指す場合と、仙台市都心部より北にある丘陵を指す場合とがある。

## その他
- 旧仙台藩内に広く分布するものは、仙台平野・仙台湾・仙台弁のように、広域地名でもある仙台を用いて命名することが多い（→「仙台」参照）。その例に従うなら当丘陵は「仙台丘陵」となるはずだが、明治に広域地名として導入された陸前国に由来して命名されている。